# 蓬農豪爾毛

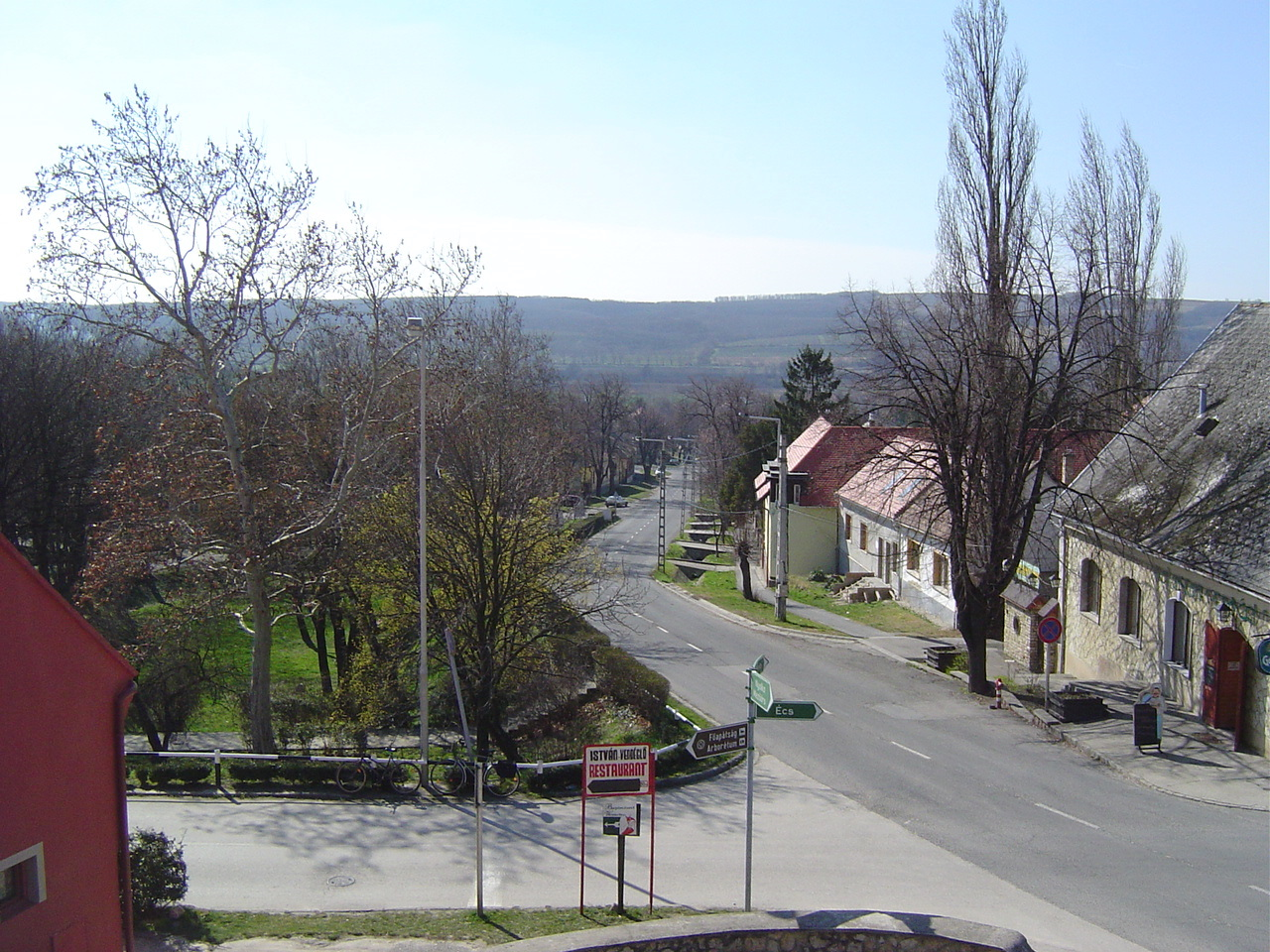

蓬農豪爾毛（匈牙利語：Pannonhalma，發音：[ˈpɒnːonɦɒlmɒ]，或译为潘诺恩哈尔姆），是匈牙利傑爾-莫雄-肖普朗州的城鎮，位於該國西北部，距離首府杰尔20公里，面積29.58平方公里，2011年人口3,859，其中約八成居民信奉天主教。

## 友好城市
- 德国 恩根
- 斯洛伐克 下萨利比（英语：Dolné Saliby）

## 外部連結
- Aerial photography: Pannonhalma （页面存档备份，存于）
- Street map of Pannonhalma
- Google Map showing position of Gyor and Pannonhalma （页面存档备份，存于）
- Street map （页面存档备份，存于） （匈牙利文）